# Espacio de Hausdorff
| Axiomas de separación en espacios topológicos |
| --------------------------------------------- |
| T0                                            |
| T1                                            |
| T2                                            |
| T2½                                           |
| completamente T2                              |
| T3                                            |
| T3½                                           |
| T4                                            |
| T5                                            |
| T6                                            |

En topología, un espacio de Hausdorff, separado o {\displaystyle T_{2}} es un espacio topológico en el que puntos distintos tienen entornos disjuntos.
Los espacios de Hausdorff se llaman así en honor de Felix Hausdorff, uno de los fundadores de la topología. La definición original de Hausdorff de un espacio topológico (de 1914) incluía la propiedad de Hausdorff como axioma.
Todo espacio métrico (y por lo tanto todo espacio normado) es un espacio de Hausdorff.

## Definiciones
Se dice que dos puntos {\displaystyle x} e {\displaystyle y} de un espacio topológico {\displaystyle X} cumplen la propiedad de Hausdorff si existen dos entornos {\displaystyle U_{x}} de {\displaystyle x} y {\displaystyle U_{y}} de {\displaystyle y} tales que {\displaystyle U_{x}\cap U_{y}=\varnothing }.
Se dice que un espacio topológico es un espacio de Hausdorff (o que verifica la propiedad de Hausdorff, o que es separado o que es {\displaystyle T_{2}}) si todo par de puntos distintos del espacio verifican la propiedad de Hausdorff.
(Obsérvese que si x = y, x e y no verifican la propiedad de Hausdorff.)

## Principales propiedades de los Espacios de Hausdorff
- Todo espacio de Hausdorff es también de Fréchet o T1, y por lo tanto también es un espacio T D y también un espacio de Kolmogórov o {\displaystyle T_{0}}.
- Así pues, por ser {\displaystyle T_{1}}, todo conjunto unitario es cerrado (para todo punto el conjunto formado por solo ese punto {p} es un conjunto cerrado).
- En un espacio de Hausdorff, las sucesiones convergentes convergen a un único punto.[1]
- Los subespacios de un T2 son T2 (se hereda).[2]
- Los espacios cocientes de espacios Hausdorff pueden ser no Hausdorff. De hecho, todo espacio topológico puede construirse como el cociente de espacios de Hausdorff.[3]
- Todo espacio métrico es de Hausdorff.[1]
- En un espacio de Hausdorff, los puntos distintos son topológicamente distinguibles.[4]

## Ejemplos y Contraejemplos
1. Todo Espacio Métrico {\displaystyle (X,d)} es Hausdorff.      Demostración:   Para que sea Hausdorff basta con probar que para todos los puntos x e y ({\displaystyle x\neq y}) existen 2 abiertos {\displaystyle G_{x}}, {\displaystyle G_{y}} ({\displaystyle x\in G_{x},y\in G_{y}}) disjuntos (es decir {\displaystyle G_{x}\cap G_{y}=\emptyset }). Esto es trivial pues los espacios métricos están dotados de una distancia (por definición) y podemos elegir abiertos tales que si {\displaystyle x,y\in X,} con {\displaystyle d(x,y)=\epsilon \Rightarrow G_{x}=B(x,r)\land G_{y}=B(y,r)} donde {\displaystyle r=\epsilon /2}, luego existen esos abiertos {\displaystyle G_{x}},{\displaystyle G_{y}} y claramente {\displaystyle G_{x}\cap G_{y}=\emptyset }.
2. El conjunto de los números Reales con la topología usual {\displaystyle (\mathbb {R} ,\tau _{usual})}.    La demostración es igual a la anterior pues se da que la topología usual sobre {\displaystyle \mathbb {R} } es la topología inducida por la distancia usual, {\displaystyle \tau _{d_{usual}}=\tau _{usual}}.
3. Cualquier conjunto no vacío con la topología trivial {\displaystyle (X,\tau _{trivial})} donde {\displaystyle \tau _{trivial}=\{\emptyset ,X\}} no es de Haussdorf, pues cualquier abierto que contenga al punto {\displaystyle x} ha de ser el total, que contendrá a {\displaystyle y} lo que hace imposible separarlos en abiertos disjuntos.
4. Un conjunto X con la topología discreta {\displaystyle (X,\tau _{discreta})}.     Demostración: Basta con aplicar la definición de topología discreta, sabemos que en {\displaystyle \tau _{discreta}} todo elemento {\displaystyle \{x\}} con {\displaystyle x\in X} es un conjunto abierto, luego se da que es totalmente disconexa, veamos si cumple Hausdorff: ¿Para todo par de puntos x,y {\displaystyle x\neq y}  existen dos abiertos {\displaystyle x\in G_{x},y\in G_{y}} disjuntos? Sí pues todo elemento {\displaystyle x\in X} es abierto. Fin de la demostración.
5. Un conjunto no numerable {\displaystyle X} con la topología conumerable {\displaystyle (X,\tau _{conumerable})} no es Hausdorff. La topología conumerable es la siguiente: {\displaystyle \tau _{conumerable}=\{G\subseteq X:G^{c}\,numerable\,(o\,finito)\}\cup \{\emptyset \}}. Para que dicho espacio fuese Hausdorff tendríamos que ver que todo par de puntos {\displaystyle x,y} {\displaystyle x\neq y} poseen dos abiertos {\displaystyle x\in G_{x},y\in G_{y}} disjuntos. No es posible que sean disjuntos, ya que si la intersección fuese vacía, {\displaystyle G_{x}\cap G_{y}=\emptyset \rightarrow {\overline {G_{x}\cap G_{y}}}=X\rightarrow {\overline {G_{x}}}\cup {\overline {G_{y}}}=X}. Esto es imposible, pues {\displaystyle {\overline {G_{x}}}} y {\displaystyle {\overline {G_{y}}}} son conjuntos numerables (por ser {\displaystyle G_{x}} y {\displaystyle G_{y}} abiertos de la topología) y su unión también es numerable, pero {\displaystyle X} es no numerable, lo que contradice que los abiertos puedan ser disjuntos y por tanto convirtiendo a {\displaystyle (X,\tau _{conumerable})} en un espacio que no es de Hausdorff.